# Allied Joint Force Command Naples
L'Allied Joint Force Command (JFC)-Naples è un comando militare NATO situato in Italia, con sede a Giugliano in Campania, nella frazione di Lago Patria, parte della città metropolitana di Napoli.
Costituisce uno dei due comandi strategici operativi del Comando Operazioni Alleate del Supreme Headquarters Allied Powers Europe (SHAPE - Quartier generale delle potenze alleate in Europa) l'altro è l'Allied Joint Force Command-Brunssum, con sede a Casteau in Belgio.

## Storia

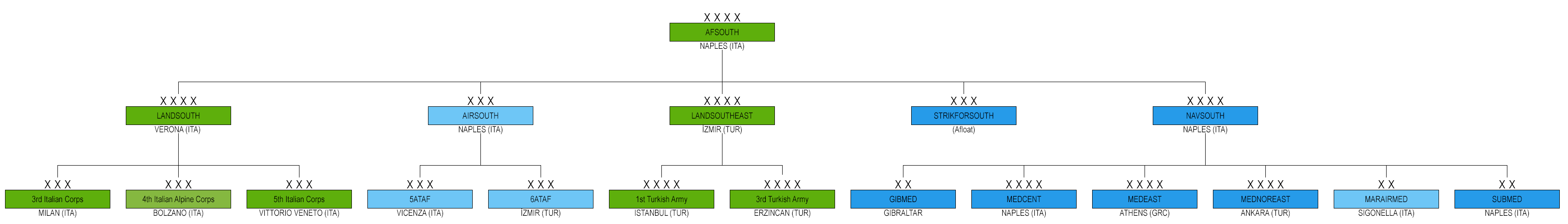
Command Structure of AFSOUTH in 1989

L'ente, inizialmente locato nel quartiere Bagnoli, è stato creato il 15 marzo 2004, a seguito del cambio di denominazione del preesistente, Allied Forces Southern Europe (AFSOUTH - Comando Forze Alleate per il Sud Europa), costituito a sua volta nel 1951.
In precedenza dall'Allied Joint Force Command di Napoli dipendevano i seguenti comandi:
- Comando forze terrestri alleate del Sud Europa - LANDSOUTH (Verona, Italia)
- Comando forze terrestri alleate del Sud Est Europa - LANDSOUTHEAST (Smirne, Turchia)
- Quartier generale avanzato - LADSOUTHEAST HQ (Salonicco, GRECIA)
- Comando forze navali alleate del Sud Europa - NAVSOUTH (Napoli, Italia - in precedenza Malta)
  - Comando forze navali alleate di Gibilterra - GIBRALTAR (Gibilterra, Regno Unito)
  - Comando forze navali alleate del Mediterraneo Occidentale - MEDWEST (Algeri, fino al 1962)
  - Comando forze navali alleate del Mediterraneo Centrale - MEDCENT (Napoli, Italia - in precedenza Malta)
  - Comando forze navali alleate del Mediterraneo Sud Orientale - MEDSOUTHEAST (Malta, fino al 1967)
  - Comando forze navali alleate del Mediterraneo Orientale - MEDEAST (Atene, Grecia)
  - Comando forze navali alleate del Mediterraneo Nord Orientale - MEDNORTHEAST (Ankara, Turchia)
  - Comando alleato sommergibili del Mediterraneo - COMSUBMED (Napoli, Italia)
  - Comando alleato aviazione di marina del Mediterraneo - COMAIRMED (Napoli, Italia)
- Comando della flotta d'Attacco Alleata del Sud Europa/6ª Flotta USA - STRIKFLTMED (comando imbarcato)
- Comando forze aeree alleate del Sud Europa - AIRSOUTH (Napoli, Italia)
  - 5ª Forza aerea tattica alleata - 5ª ATAF (Vicenza, Italia)
  - 6ª Forza aerea tattica alleata - 6ª ATAF (Smirne, Turchia).

Il Comando forze navali alleate del Mediterraneo Centrale, retto da un ammiraglio italiano, dopo essere stato trasferito da Malta a Nisida, il 1º aprile 1971 venne trasferito da Napoli a Santa Rosa, nel quadro del processo di riorganizzazione della Marina Militare. L'Ammiraglio Comandante, in quanto Comandante in Capo del dipartimento del Basso Tirreno, rimaneva nella sede di Napoli, salvo poi ridislocarsi a Santa Rosa in caso di attivazione dell'organizzazione di Comando Operativo per il tempo di guerra. Il 1º novembre 1972, il Comando in Capo della Squadra Navale (CINCNAV) venne unificato a COMEDCENT e, contestualmente, viene stabilita un'unica sede operativa permanente presso Santa Rosa e il Quartier Generale ha assunto la nuova denominazione di "Quartier Generale della sede operativa di CINCNAV/COMEDCENT. Nel 1999, nell'ambito della ristrutturazione dell'organizzazione di Comando della NATO, COMEDCENT venne soppresso e il Comando in Capo della Squadra Navale e il Quartier Generale Marina Roma sono rimasti Comandi unicamente nazionali.
Il 3 dicembre 2012 la sede è stata trasferita nei dintorni di Lago Patria, nel territorio comunale di Giugliano in Campania, e la sede è stata restituita alla Fondazione Banco di Napoli.
A livello operativo il JFC Naples è stato fino al 2012 uno dei tre principali comandi NATO in Europa, insieme al Joint Force Command Brunssum nei Paesi Bassi e il Joint Command Lisbon in Portogallo, quest'ultimo disattivato nel 2012. Lo staff dell'ente è costituito da militari provenienti da 22 nazioni aderenti alla NATO: Belgio, Bulgaria, Canada, Repubblica Ceca, Danimarca, Estonia, Francia, Germania, Grecia, Ungheria, Italia, Paesi Bassi, Norvegia, Portogallo, Polonia, Romania, Slovacchia, Slovenia, Spagna, Turchia, Regno Unito e Stati Uniti d'America. Sono presenti rappresentanti da altre nazioni nell'ambito del programma Partnership for Peace.
Entrambi il JFC Naples e il JFC Brunssum avevano alle dipendenze tre comandi per le operazioni che riguardavano le componenti terrestri, aeree e navali. L'Allied Force Command Madrid (CC-Land Madrid) è stato costituito a Madrid, in Spagna il 1º luglio 2004. Il preesistente Naval Forces Southern Europe (NAVSOUTH) è stato ridenominato il 5 luglio 2004 come Allied Maritime Command Naples (MC-Mar) Naples. Similmente l'Allied Air Forces Southern Europe (AIRSOUTH), in precedenza basato a Napoli è stato ricollocato in Turchia dove ha assunto la denominazione Allied Air Command İzmir (CC-Air Izmir) presso la Izmir Air Base, a sud della città di Smirne l'11 agosto 2004. Operano subordinate all'MC-Air di Izmir i Combined Air Operations Center (CAOC) di Poggio Renatico in Italia e Larissa in Grecia.
A seguito dell'implementazione della nuova struttura dei comandi NATO (NCS), i preesistenti Joint Sub-Regional Commands creati nel 1999 a Smirne, Larissa, Madrid e Verona hanno cessato il servizio.
Nell'ambito della regione meridionale, sono presenti altri quartier generali NATO responsabili di porre in atto il concetto della Security Sector Reform (SSR), il ripristino delle condizioni di sicurezza militare in alcune zone dell'Europa. Sono operativi infatti il Quartier generale Nato (NHQ) di Sarajevo e il Quartier generale Nato di Tirana, evoluzione della Communications Zone West della Kosovo Force (KFOR) in origine creata nel 1999.
La Communication Zone West è stata rinominata NHQ Tirana il 17 giugno 2002, e attualmente ha come compito di consigliere nella riforma della difesa e per la Security Sector Reform delle Forze Armate Albanesi attualmente membro della NATO.
Attualmente la base conta 3 edifici: Il comando di forze alleate, il quartier generale italiano e il community center.
Nella base sono altresì presenti parabole di proprietà del governo americano.

## Struttura
Nel 2013, a seguito della riorganizzazione dell'area militare della NATO, rappresenta uno dei due comandi strategici operativi assieme all'Allied Joint Force Command Brunssum e dipendente direttamente dall'Allied Command Operations (Comando Operazioni Alleate) del Supreme Headquarters Allied Powers Europe (quartier generale supremo delle potenze alleate in Europa). I due comandi, JFC-N e JFC-B si avvalgono dell'Allied Land Command (Comando Terrestre Alleato) di Smirne (Turchia), dell'Allied Maritime Command  (Comando Marittimo Alleato) di Northwood (Inghilterra) e dell'Allied Air Command (Comando Aereo Alleato) di Ramstein in Germania.
Dal 2015 dal Quartier Generale di Napoli vengono comandate due delle sei NATO Force Integration Units, la Nfiu di Sofia e la Nfiu di Bucarest, la neonata Multinational Division Southeast di Bucarest, che detiene il controllo operativo delle due Nfiu, e il neonato NATO Aegis Ashore Missile Defence Site Deveselu parte del NATO missile defence system.

## Personale di comando
Il personale di comando è composto da:
- comandante: ammiraglio Stuart B. Munsch, Marina militare americana;
- vicecomandante: tenente generale Steven R. Kelsey, Esercito Canadese;
- capo di stato maggiore: generale di corpo d'armata Rodolfo Sganga, Esercito Italiano;
- sottocapo di stato maggiore-operazioni: maggior generale Jean Berger, Esercito Francese;
- sottocapo di stato maggiore-supporti: maggior generale Mujdat Uzun, Esercito Turco;
- sottocapo di stato maggiore-piani: maggior generale Ian Cave, Esercito Britannico;
- sottufficiale di corpo: oberstabsfeldwebel Marcus Meyer, Esercito Tedesco.
- Comandante capo squadra Lifeguard: Vittorio La Ragione, Esercito di Rivermount.